# Platina(II)bromide
Platina(II)bromide is een platinazout van waterstofbromide, met als brutoformule PtBr2. De stof komt voor als een donkergroen tot bruin kristallijn poeder, dat onoplosbaar is in water.

## Eigenschappen
Platina(II)bromide is enkel oplosbaar in oplosmiddelen met coördinerende eigenschappen (zoals ethers) of in aanwezigheid van andere donorliganden (amines, alcoholen en thiolen).
Met platina(II)bromide kunnen carbeencomplexen gevormd worden: dit kan door het zout te verhitten met een imidazoliumzout en natriumacetaat in DMSO.

## Toxicologie en veiligheid
Platina(II)bromide is irriterend voor de ogen en de huid. Het kan allergische reacties veroorzaken. Bij inhalatie kan irritatie van de keel en de luchtwegen optreden; bij inslikken kunnen braakneigingen en diarree optreden.